# Telamona gibbera
Telamona gibbera är en insektsart som beskrevs av Ball. Telamona gibbera ingår i släktet Telamona och familjen hornstritar. Inga underarter finns listade i Catalogue of Life.